# جيمي أندرسون (ملاكم)
جيمي أندرسون (بالإنجليزية: Jimmy Anderson)‏ مواليد 1 أكتوبر 1942 في هارتفوردشير، إنجلترا، هو ملاكم محترف بريطاني سابق صنّف ضمن فئة وزن الريشة.

## إحصائيات
خاض خلال مسيرته 37 نزالا، فاز في 27 وتعادل في 1 وخسر في 9. فاز بالضربة القاضية في 24 نزالا.

## روابط خارجية
- جيمي أندرسون على موقع بوكس ريك (الإنجليزية) (registration required)